# کازوناری اوکایاما
کازوناری اوکایاما (انگلیسی: Kazunari Okayama؛ زادهٔ ۲۴ آوریل ۱۹۷۸) بازیکن فوتبال اهل ژاپن است.
از باشگاه‌هایی که در آن بازی کرده‌است می‌توان به باشگاه فوتبال سرزو اوساکا، باشگاه فوتبال آویسپا فوکوئوکا، باشگاه فوتبال کونسادول ساپورو، باشگاه فوتبال یوکوهاما مارینوس، باشگاه فوتبال کاوازاکی فرونتال، باشگاه فوتبال کاشیوا ریسول، و باشگاه فوتبال پوهانگ استیلرز اشاره کرد.